# Keraunea brasiliensis
Keraunea brasiliensis är en vindeväxtart som beskrevs av Martin Roy Cheek och Sim.-bianch. Keraunea brasiliensis ingår i släktet Keraunea och familjen vindeväxter. Inga underarter finns listade i Catalogue of Life.